# Портрет Вернера Херцога
«Портрет Вернера Херцога» (нем. Werner Herzog Filmemacher) — автобиографический документальный фильм режиссёра Вернера Херцога, вышедший на экраны в 1986 году.

## Сюжет
Фильм даёт краткую характеристику творчества Вернера Херцога. Режиссёр посещает места своего детства, рассказывает о том, что любит работать во время продолжительных пеших прогулок, высказывается о том, что вдохновило его на тот или иной фильм. Лента содержит выдержки из некоторых работ Херцога в сопровождении его комментария, а также кадры, на которых он общается со своими друзьями — альпинистом Райнхольдом Месснером и кинокритиком Лоттой Эйснер.